# Die lange Welle hinterm Kiel
Die lange Welle hinterm Kiel ist ein deutsch-österreichischer Fernsehfilm aus dem Jahr 2012 nach dem gleichnamigen Buch von Pavel Kohout mit Mario Adorf, Veronica Ferres, Christiane Hörbiger und Christoph Letkowski in den Hauptrollen. Die Erstausstrahlung erfolgte am 4. Januar 2012 auf Das Erste und ORF 2. Dabei wurde er von 7,37 Millionen Zuschauern gesehen. Damit gehörte er zu den erfolgreichsten Fernsehfilmen des Jahres.

## Handlung
Der Film handelt von einer schicksalhaften Begegnung zweier älterer Menschen auf einem Kreuzfahrtschiff im Jahr 1990. Die todkranke Sudetendeutsche Margarete Kämmerer begegnet dem tschechischen Professor Burian. Dieser hatte in der Zeit der Vertreibung der Deutschen aus der Tschechoslowakei Männer eines Dorfes hinrichten lassen, darunter Margaretes Ehemann. Sie will Rache, ihr Neffe soll ihr dabei helfen. Es stellt sich heraus, dass Margaretes Mann zuvor den Bruder von Burian hatte umbringen lassen. Der Neffe freundet sich mit Burians Schwiegertochter an und verbringt eine Nacht mit ihr. Nach einer Aussprache zwischen Burian und Margarete sind sich beide einig, dass sie heute niemand mehr versteht, und springen (vermutlich) gemeinsam über Bord.

## Hintergrund
Die Dreharbeiten fanden in Wien, Sri Lanka und auf dem Kreuzfahrtschiff Delphin statt.

## Rezeption
„... Paul Kohouts unbequeme Vorlage legt den Finger in die Wunde - die brave Inszenierung und papierene Dialoge werden ihr leider nicht gerecht. ... Das ernste Anliegen versandet im Flachen“

„(Fernseh-)Verfilmung eines Romans von Pavel Kohout, der die beiden Kontrahenten im Wendejahr 1990 nach der Auflösung der Machtblöcke aufeinander treffen lässt. Das komplexe historische Thema gerinnt in dieser Form von Vergangenheitsbewältigung eher schlicht und allzu papieren.“